# Aaron Moten
Aaron Clifton Moten (Austin, Estados Unidos, 28 de fevereiro de 1989), é um ator americano. Ele começou a atuar ainda jovem, no programa de teatro de sua escola. Depois de se formar na Juilliard School, ele começou a atuar profissionalmente na cidade de Nova York, atuando no elenco principal da sitcom de televisão da Netflix, Disjointed (2017–2018). Na década de 2020, Moten passou a atuar nas séries Next (2020), Father Stu (2022), Emancipation (2022) e Fallout (2024).

## Juventude e carreira
Aaron Moten nasceu em 28 de fevereiro de 1989 em Austin, Texas. Ele foi educado na Escola Episcopal de Santo Estêvão, onde começou a atuar aos 12 anos, após desempenhar o papel principal em uma produção da peça de Jim Leonard, The Diviners, após o qual começou a participar em seu programa de teatro escolar. Moten começou a atuar profissionalmente na cidade de Nova York, onde se formou na Juilliard School em 2011. Naquele ano, ele atuou como Cláudio em uma produção do Two River Theatre de Much Ado About Nothing de Shakespeare. Em 2012, ele apareceu em um revival da Broadway de A Streetcar Named Desire e participou de um piloto de uma minissérie da HBO, Criminal Justice.

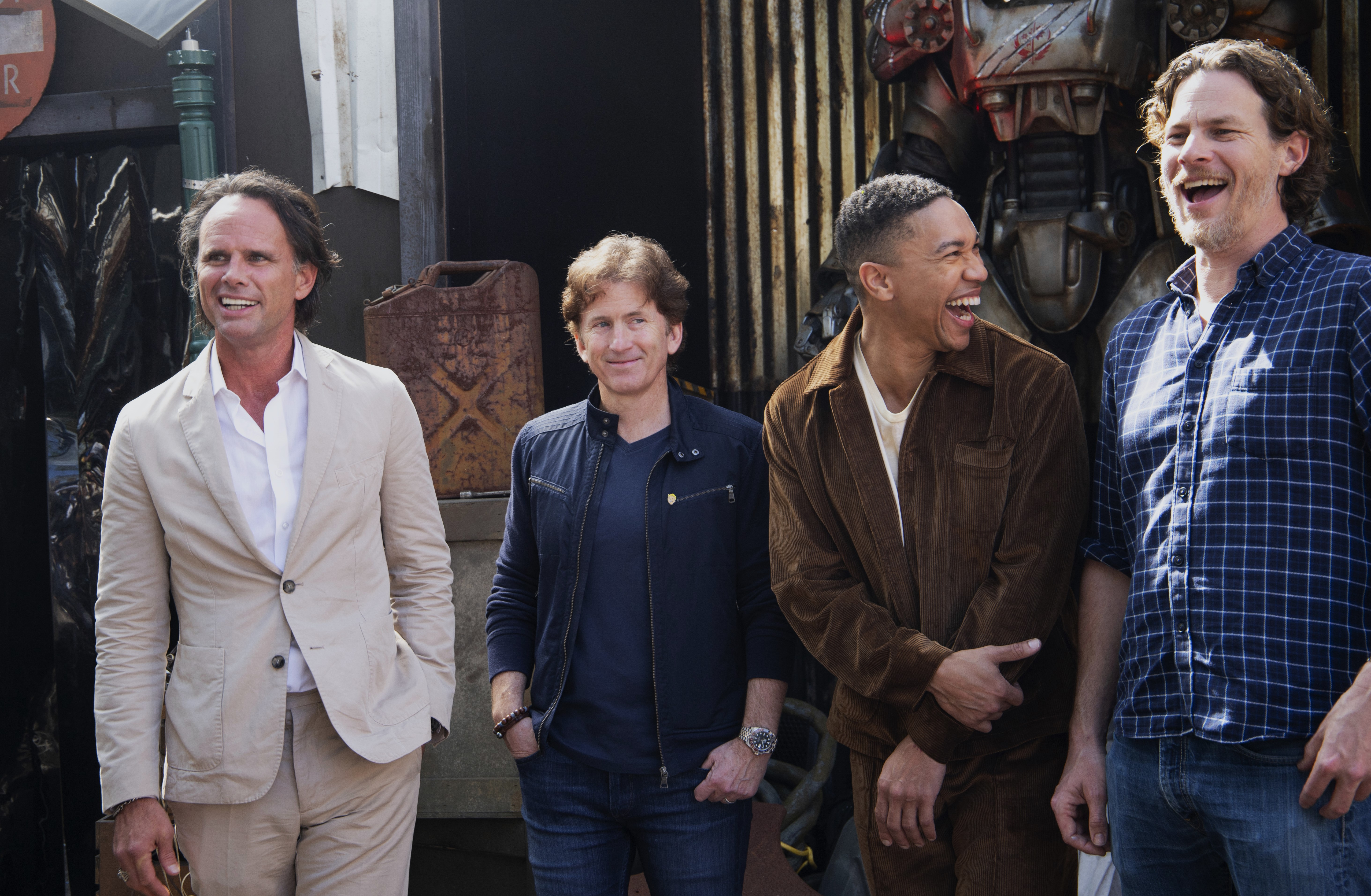
Moten (terceiro a partir da esquerda) com Walton Goggins, Todd Howard e Jonathan Nolan no SXSW 2024

Moten foi escalado como Avery na peça de Annie Baker, The Flick (2013), pela qual foi indicado ao Drama Desk Award de Melhor Ator em uma Peça. Na televisão, estreou na sitcom Disjointed, da Netflix, de 2017 a 2018, como Travis Feldman, um graduado em administração de empresas e filho de Ruth Whitefeather Feldman.  Em 2020, ele interpretou o funcionário do FBI Ben na série dramática da Fox, Next.  Em 2022, Moten estrelou Father Stu, de Mark Wahlberg, bem como Knowls no histórico filme de ação Emancipation. Em 2024, Moten estrelou a série de televisão pós-apocalíptica Fallout da Amazon Prime Video como Maximus, um escudeiro da Irmandade de Aço.

## Filmografia

### Filme
| Ano  | Título              | Papel  | Notas |
| ---- | ------------------- | ------ | ----- |
| 2015 | Ricki and the Flash | Troy   |       |
| 2016 | The Transfiguration | Lewis  |       |
| 2019 | Filho nativo        | Tony   |       |
| 2022 | Father Stu          | Ham    |       |
| 2022 | Emancipation        | Knowls |       |

### Televisão
| Ano       | Título               | Papel              | Notas                         |
| --------- | -------------------- | ------------------ | ----------------------------- |
| 2016      | The Night Of         | Petey              | Minissérie, 4 episódios       |
| 2016      | Mozart in the Jungle | Erik Winkelstrauss | Papel recorrente, 6 episódios |
| 2017–2018 | Disjointed           | Travis             | Papel principal, 20 episódios |
| 2020      | Next                 | Ben                | Papel principal, 10 episódios |
| 2024      | Fallout              | Maximus            | Papel principal, 8 episódios  |

### Teatro
| Ano  | Título                 | Papel   | Notas                                                      |
| ---- | ---------------------- | ------- | ---------------------------------------------------------- |
| 2011 | Much Ado About Nothing | Claudio | Produção do Two River Theater                              |
| 2013 | The Flick              | Avery   | Nomeado para o Drama Desk Award de Melhor Ator em uma Peça |